# Acide 2,3-dimercapto-1-propanesulfonique
L'acide 2,3-dimercapto-1-propanesulfonique (DMPS en abrégé) et son sel de sodium (appelé unithiol) sont des chélateurs qui complexent plusieurs métaux lourds. Ils sont apparentés au dimercaprol, un autre chélateur. Contrairement au DMSA, l'autorisation de mise sur le marché du DMSP prévoit seulement une utilisation hospitalière.

## Historique
Sa synthèse fut effectuée pour la première fois en 1956 à Kiev par V.E. Petrunkin. Il devint d'usage officiel en URSS à partir de 1958 mais ne fut disponible à l'étranger qu'à partir de 1978, date à laquelle le laboratoire berlinois Heyl commença sa production sous le nom de Dimaval. Il est depuis très utilisé dans ce pays aussi bien à des fins diagnostiques que thérapeutiques dans des cas d'intoxications par des métaux, principalement le mercure inorganique (hydrargyrisme) ainsi que d'autres tels que l'arsenic, l'or, le bismuth, l'antimoine et le chrome. On l'administre souvent conjointement au Zn-DTPA ou au Ca-DTPA pour mobiliser davantage de métaux.

## Études cliniques
Les effets du DMPS sur une intoxication aux métaux lourds, polonium-210 inclus, furent étudiés dès les années suivant sa synthèse.

### Effets positifs
En 1990 un effet protecteur du DMPS fut avéré, la durée de survie des malades étant augmentée.
En 1998 une étude sur les effets du DMPS sur des travailleurs impliqués dans la production d'une lotion de blanchiment de la peau au calomel (chlorure de mercure(I)), qui étaient en contact direct avec cette substance et présentaient déjà des niveaux élevés de mercure urinaire fut entreprise. Il apparut que le sel de sodium du DMPS était efficace pour réduire la contamination mercurielle et ramener la concentration de mercure dans l'urine à des valeurs normales.

### Absence d'effets
Du DMPS administré à un animal contaminé par du mercure n'est pas parvenu à éliminer celui-ci des tissus et en particulier du cerveau,.

### Effets négatifs
Une étude de 2008 a rapporté un cas de syndrome de Stevens-Johnson sur un enfant traité par du DMPS ; les symptômes disparurent graduellement après l'arrêt de la chélation.